# ماذا لو (فلم)
وات إف (حرفيا باللغة العربية هي ماذا لو), فيلم كوميدية رومانسية أيرلندي-كندي عرض لأول مرة بمهرجان تورنتو السينمائي في 7 سبتمبر، 2013. من إخراج مايكل داوس وكتابة إيلان ماستيه، مستوحى من مسرحية معجون أسنان وسيجار للكاتب تاي-جون ديفيد.
يروي الفيلم قصة والس (دانيال رادكليف) الذي يعجب بفتاة تدعى تشانتري (زوي كازان) لكنها سرعان ما تضعه في منطقة الصداقة. عرض الفيلم بالولايات المتحدة في 22 أغسطس، 2014.

## روابط خارجية
- مقالات تستعمل روابط فنية بلا صلة مع ويكي بيانات